# Dargosław (województwo zachodniopomorskie)
Dargosław (dawniej Drogosław, niem. Dargislaff) – wieś w Polsce położona w województwie zachodniopomorskim, w powiecie gryfickim, w gminie Brojce. Wieś jest siedzibą sołectwa Dargosław, w skład którego wchodzą również osady Łatno i Uniestowo.
Według danych gminy z 5 czerwca 2009 osada liczyła 323 mieszkańców.

## Położenie

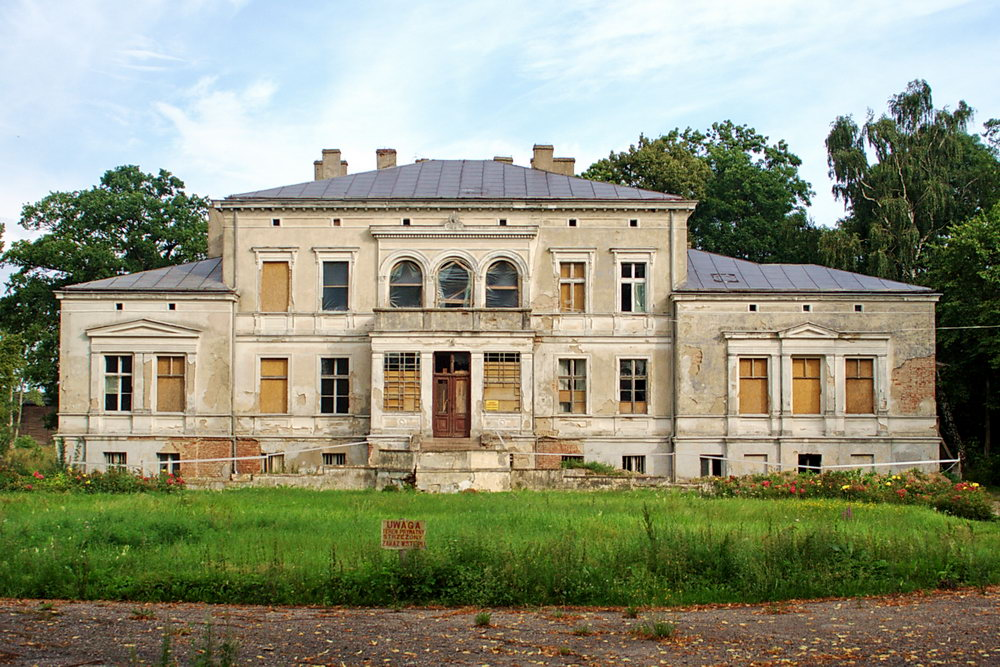
Pałac w Dargosławiu

Dargosław leży ok. 8 km na północ od Brojc, ok. 11 km na południe od Trzebiatowa i ok. 19 km na północny wschód od Gryfic. Około 0,6 km na północ od osady znajduje się wzniesienie Baranica.

## Historia
Pierwsze wzmianki o miejscowości (jako Dargozlaw) pojawiają się w dokumentach z 1269 r., kiedy książę Barnim I potwierdził nadanie wsi we własność klasztoru w Białobokach. W 1467 r. właścicielem wsi został Jost Wacholt, przodek rodu von Wachholz, który w 1473 r. ostatecznie wykupił od zakonników z Białoboków dzierżawione tereny. Po pokoju westfalskim i podziale księstwa pomorskiego wieś wchodziła w skład Brandenburgii, potem Prus i Niemiec. Wachholzowie byli właścicielami Dargosławia aż do końca XVIII w. Potem majątek aż do 1945 r. kilkakrotnie zmieniał właścicieli – ostatnimi z nich były rodziny von Neste (od 1854 r.) i Birnbaum (od 1882 do 1945 r. – ostatnim właścicielem był Klaus Birnbaum). W 1910 r. wieś liczyła 421 mieszkańców. W tym czasie Dargosław, należący do powiatu gryfickiego, był siedzibą parafii ewangelickiej (obejmującej również Jarkowo, Darżewo, Łatno, Strzykocin i Uniestowo) oraz wchodził w skład okręgu (Amt) Mołstowo. Od 1945 r. w granicach Polski. W latach 1946–1998 miejscowość administracyjnie należała do województwa szczecińskiego. W ramach akcji budowy 1000 szkół na tysiąclecie państwa polskiego w 1962 r. oddano do użytku szkołę podstawową.

## Transport

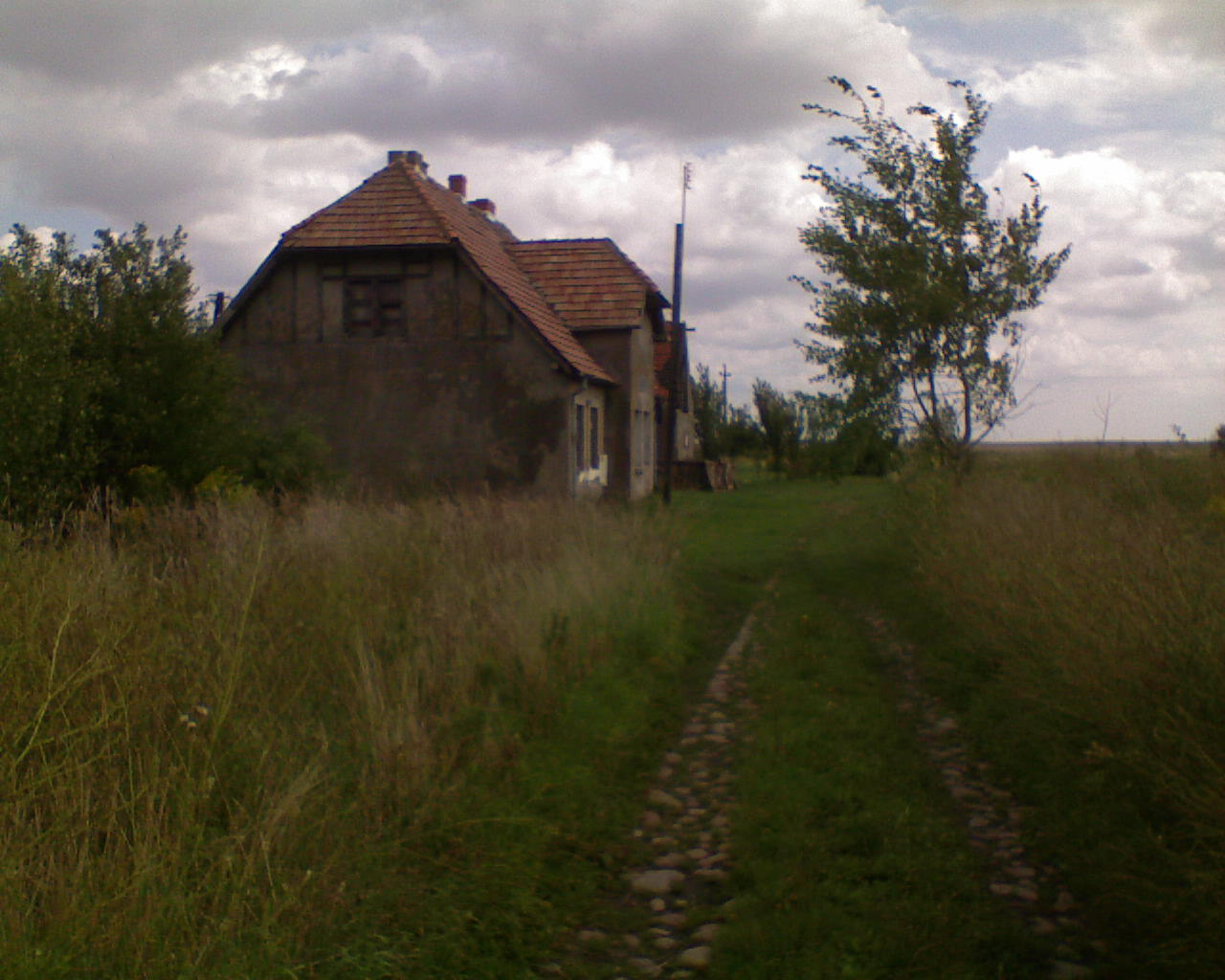
Budynek stacji kolei wąskotorowej w Dargosławiu (stan na 2008 r.)

Przez Dargosław przebiegają linie autobusowe do Gryfic, Trzebiatowa i Brojc.

### Historia kolei wąskotorowej
W 1898 r. oddano do użytku linię kolei wąskotorowej (w ramach Gryfickiej Kolei Wąskotorowej) z Gryfic do Dargosławia. W 1907 r. oddano do użytku linię Dargosław – Trzebiatów. W 1991 r. zawieszono kursy na linii do Trzebiatowa, a od października 1996 r. – także do Gryfic. Do dziś znajduje się w Dargosławiu budynek stacji. Tory zostały rozebrane bądź rozkradzione.

## Bezpieczeństwo
W Dargosławiu funkcjonuje Ochotnicza Straż Pożarna.

## Zabytki
- Pałac neoklasycystyczny zbudowany ok. 1890 r., murowany z cegły, otynkowany, z korpusem głównym dwukondygnacyjnym. Od strony drogi pałac oddzielony jest dziedzińcem reprezentacyjnym z kolistym klombem i podjazdem[14].
- Zabytkowy park z przełomu XIX i XX wieku.

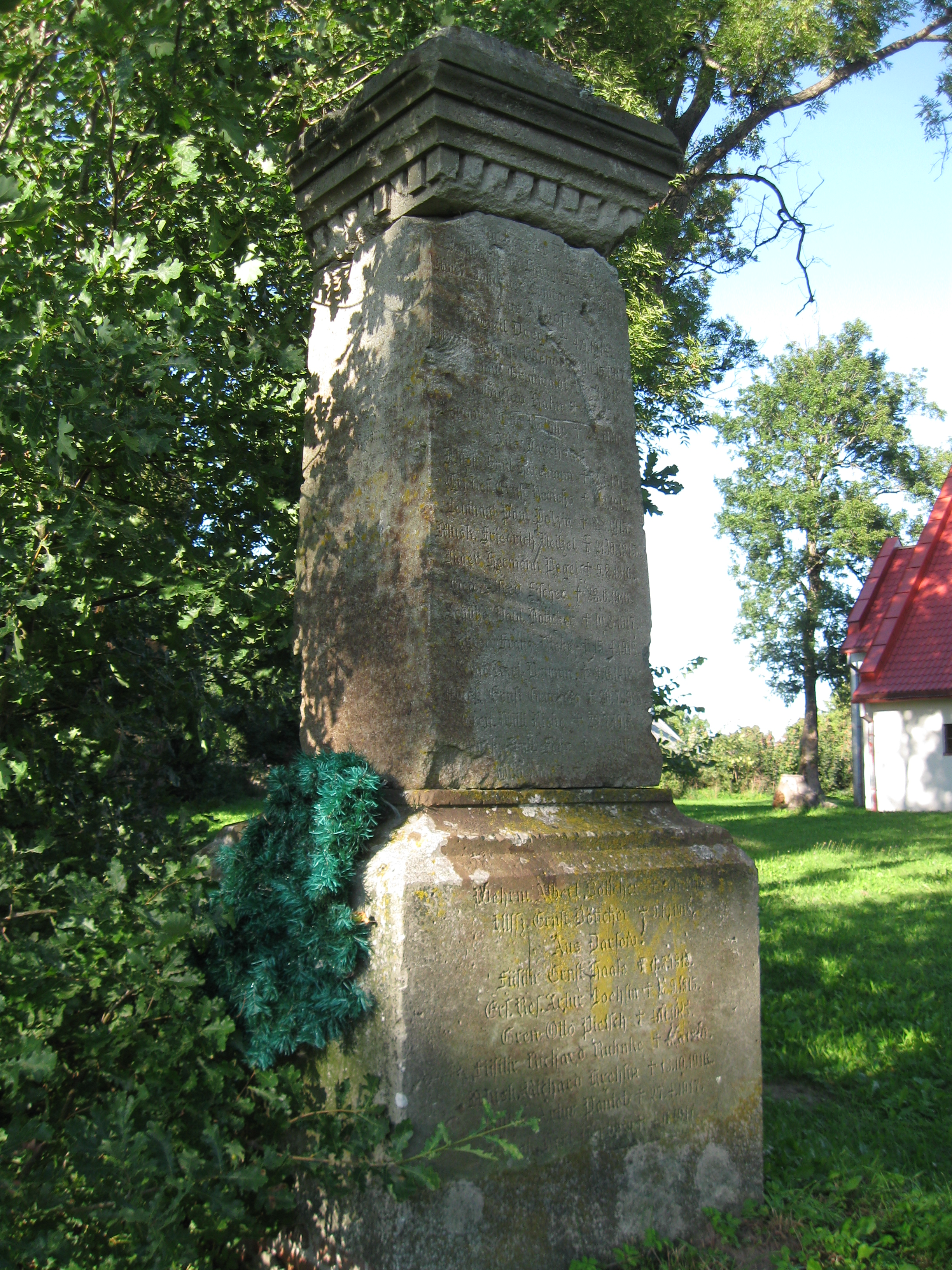
Pomnik wzniesiony w Dargosławiu po 1918 r. w celu uczczenia pamięci poległych podczas I wojny światowej mieszkańców Dargosławia i pobliskich miejscowości

- Pomnik żołnierzy niemieckich – mieszkańców Dargosławia oraz pobliskich wsi – Darżewa, Jarkowa, Łatna, Mechowa, Petrykóz, Mołstowa i Strzykocina (poległych podczas I wojny światowej)[15][16].

## Oświata
We wsi znajduje się szkoła podstawowa – filia szkoły podstawowej w Brojcach.

## Religia
W Dargosławiu znajduje się kościół filialny pw. Najświętszej Maryi Panny Królowej Polski z 1995 roku, zbudowany na fundemantach starego kościoła zburzonego po 1945 r. Dargosław wchodzi w skład parafii w Brojcach.

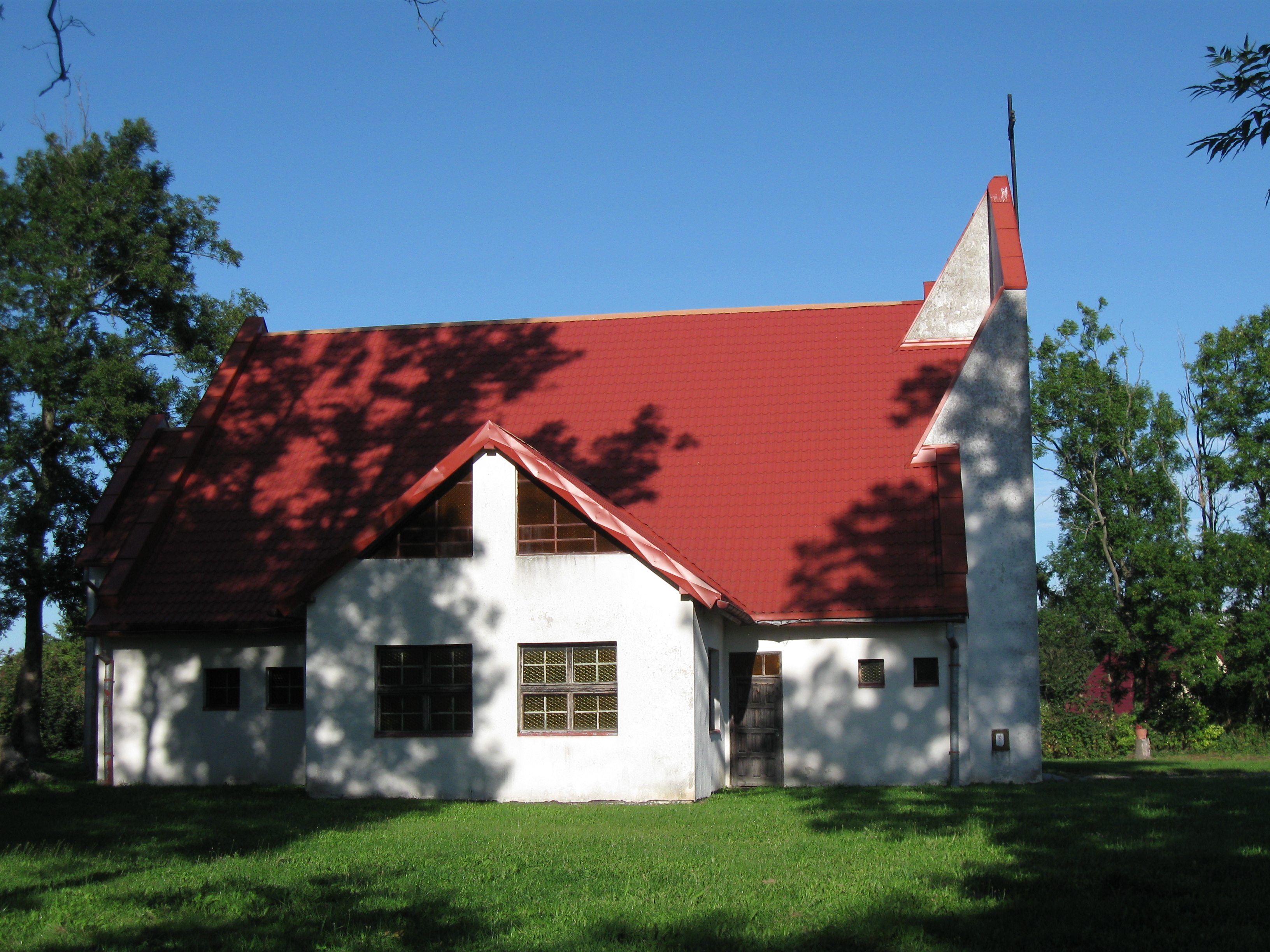
Kościół filialny pw. Najświętszej Maryi Panny Królowej Polski w Dargosławiu